# Habitatge al carrer Consolat de Mar, 33 (Barcelona)
L'habitatge al carrer Consolat de Mar, 33 és un edifici catalogat com a bé cultural d'interès local que forma part de les anominades Voltes dels Pintors, en una placeta del carrer del Consolat de Mar, molt a prop de Santa Maria del Mar. Juntament amb les Voltes dels Encants, fan d'aquest indret un conjunt urbà especialment suggeridor.<ref

## Descripció
Consta de planta baixa, quatre pisos i terrat. Només és visible la cantonada que agafa forma axamfranada. S'obre una obertures per planta. La de la planta baixa és amb llinda de fusta que es recolza sobre mènsules lobulades; el parament és de pedra. Té davant un porxo transitable amb embigat de fusta recolzat sobre pilars prismàtics de pedra. Als pisos superiors s'obren portes allindanades que donen a balcons sense voladís i amb la barana de ferro forjat. El parament està arrebossat i pintat de color d'ocre.